# منتخب تايبيه الصينية لكرة القدم
منتخب تايبيه الصينية لكرة القدم هو الفريق الوطني لجمهورية الصين أو «الصين الحرة» تايوان الذي يمثلها في المسابقات الرسمية. ينظمه اتحاد تايبيه الصينية لكرة القدم، الذي ينتمي إلى الاتحاد الآسيوي. وانضم إلى الفيفا سنة 1954 أولاً تحت اسم جمهورية الصين ثم تايوان وأخيراً تحث اسم تايبيه الصينية.
أفضل نتيجة له هي الحصول على المركز الثالث في نهائيات كأس الامم الآسيوية 1960. ولكن السبب كان في أن معظم اللاعبين كانوا من هونغ كونغ بسبب زيادة سمعة المشاركة تحت راية جمهورية الصين بالمقارنة مع هونغ كونغ.

## تايوان في كأس العالم
- 1930 إلى 1950 - لم يشارك (كان جزءا من اليابان حتى 1945 )
- 1954 إلى 1958 - انسحب
- 1962 إلى 1974 - لم يشارك
- 1978 إلى 2010 - لم يتأهل
- 2014 : لم يتأهل
- 2018 : لم يتأهل

## كأس آسيا
- 1956 - لم يشارك
- 1960 - المركز الثالث
- 1964 - لم يشارك
- 1968 - نصف النهائي - المرتبة الرابعة
- 1972 إلى 1988 - لم يشارك
- 1992 إلى 2023 - لم يتأهل

## وصلات خارجية
- قائمة بيانات المنتخب من الموقع الرسمي للفيفا باللغة العربية